# Goseck

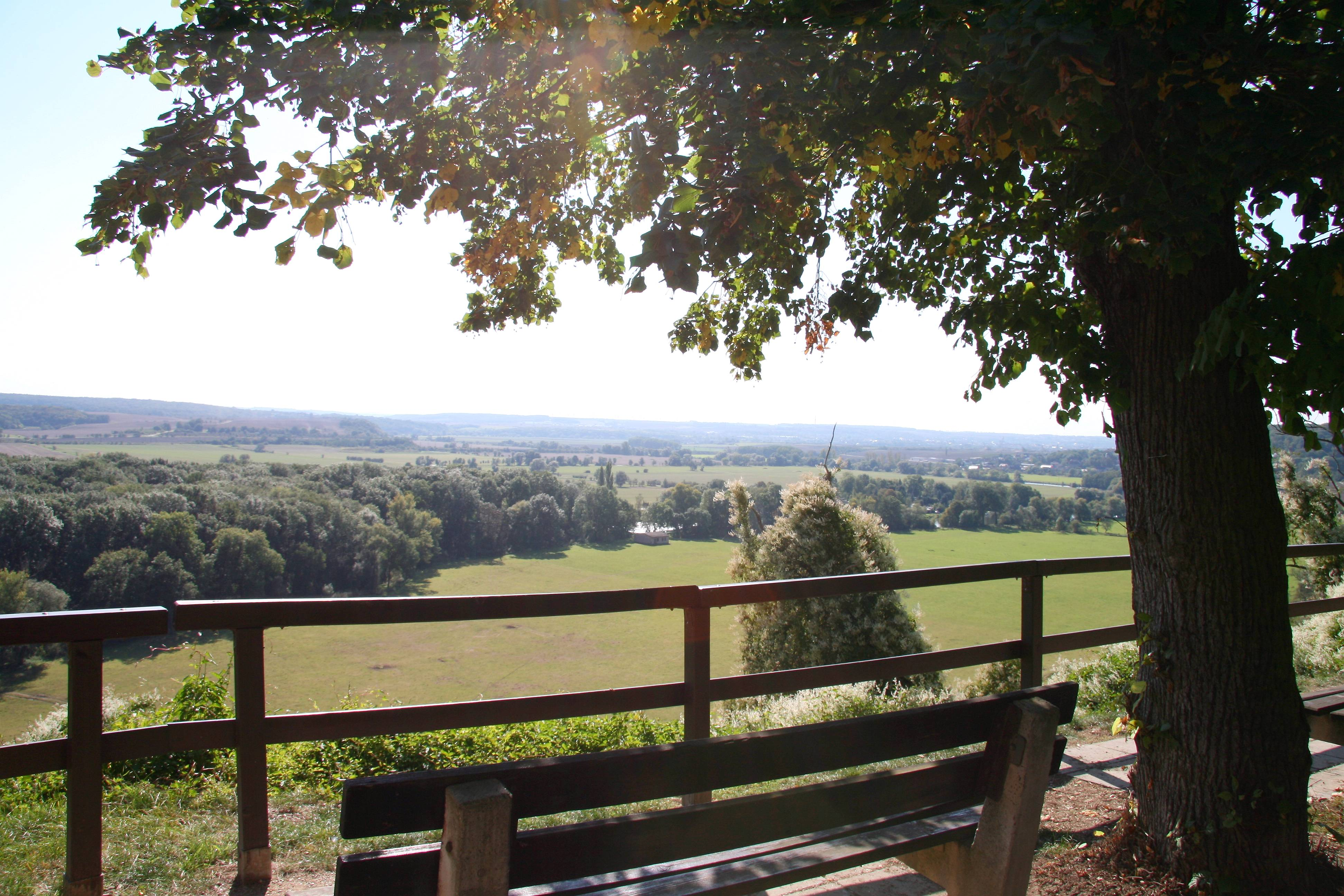
Blick von Schloss Goseck auf die Saale in Richtung Naumburg

Die Gemeinde Goseck liegt an der Saale und gehört zur Verbandsgemeinde Unstruttal im Burgenlandkreis in Sachsen-Anhalt.

## Geografie

### Geografische Lage
Goseck liegt am nördlichen Steilhang der Saale auf halbem Weg zwischen Naumburg und Weißenfels.

### Ausdehnung des Gemeindegebiets
Zu Goseck gehört das zwei Kilometer nördlich gelegene Markröhlitz, das am 20. Juli 1950 eingemeindet wurde.

## Geschichte
Erste Spuren menschlicher Besiedlung reichen in die Jungsteinzeit um 5000 v. Chr. Zeugnis davon legt die durch Luftbilder in den 1990er Jahren entdeckte und seit 2003 freigelegte Kreisgrabenanlage von Goseck ab, das älteste Sonnenobservatorium Europas. Es handelt sich dabei um eine Kreisgrabenanlage mit einem Durchmesser von 75 Metern aus der Zeit des Mittelneolithikums. Sie belegt den Beginn einer jahrtausendealten Tradition früher Himmelskunde, wie sie auch auf der Himmelsscheibe von Nebra, die 1999 nur 25 km entfernt gefunden wurde, dargestellt ist. Mittels Visiereinrichtungen konnten die Menschen z. B. exakt die Daten der Sommer- bzw. Wintersonnenwende bestimmen. Die Rekonstruktion des Observatoriums wurde zur Wintersonnenwende am 21. Dezember 2005 mit einem Licht- und Feuerspektakel eröffnet.
Das Kloster Goseck wurde infolge der Reformation 1540 säkularisiert und in ein Rittergut und Sitz der Herrschaft Goseck umgewandelt. Das Hauptgebäude wurde ab jetzt Schloss Goseck genannt. Der Ort Goseck entstand im Zusammenhang mit der Gründung der Burg Goseck. Er gehörte bis 1815 zum Amt Freyburg des Thüringer Kreises im Kurfürstentum Sachsen. Zur Gutsherrschaft Goseck gehörten die Dörfer Goseck, Dobichau, Kleingräfendorf, Pettstädt, Teile der Dörfer Markröhlitz und Eulau; eingepfarrt war Lobitzsch.
Durch die Beschlüsse des Wiener Kongresses kam der Ort 1815 zu Preußen und wurde 1816 dem Kreis Querfurt im Regierungsbezirk Merseburg der Provinz Sachsen zugeteilt, zu dem er bis 1944 gehörte.
1927 hatte Goseck 519 Einwohner.

## Bürgermeister
Der 2001 erstmals gewählte Bürgermeister Hilmar Panse wurde 2008 und 2015 wiedergewählt.

## Verbandsgemeinde
Goseck gehört der Verbandsgemeinde Unstruttal an, die am 1. Januar 2010 gebildet wurde.

## Verkehr
Goseck selbst ist nur über eine Zufahrtsstraße vom Ortsteil Markröhlitz aus erreichbar. Dieser liegt an der Landstraße von Naumburg, die im nahe gelegenen Pettstädt in die Bundesstraße 176 mündet.

## Kultur und Sehenswürdigkeiten
- Schloss Goseck mit dem „Sonnenobservatorium Informationszentrum“
- Sonnenobservatorium von Goseck
- Wassermühle
- Gedenkstein für Arthur Weisbrodt, den antifaschistischen Sekretär der Roten Hilfe, auf dem Hof von Schloss Goseck. Der Gedenkstein wurde 1973 errichtet, da er nach Zuchthaus und KZ-Aufenthalt in Verbindung mit der Gruppe um Anton Saefkow den Widerstand gegen das Naziregime organisierte und ermordet wurde. Der Gedenkstein wurde nach 1990 entfernt.

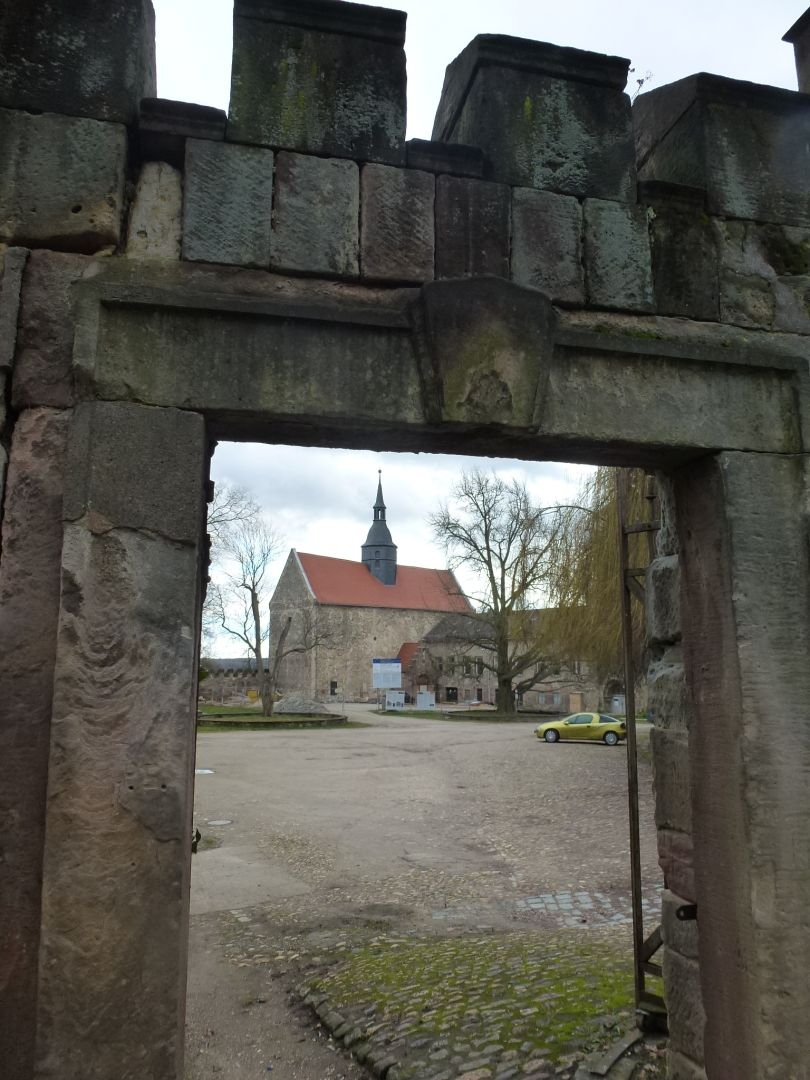
Eingang zum Schlosshof
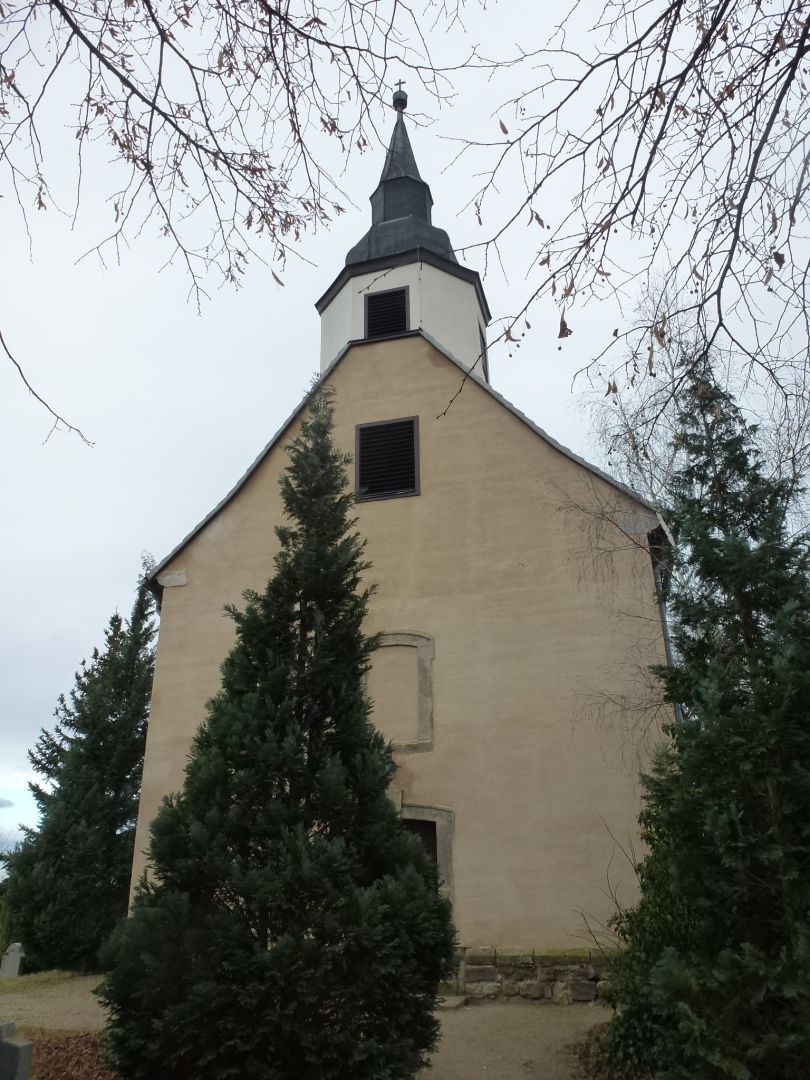
Kirche in Goseck
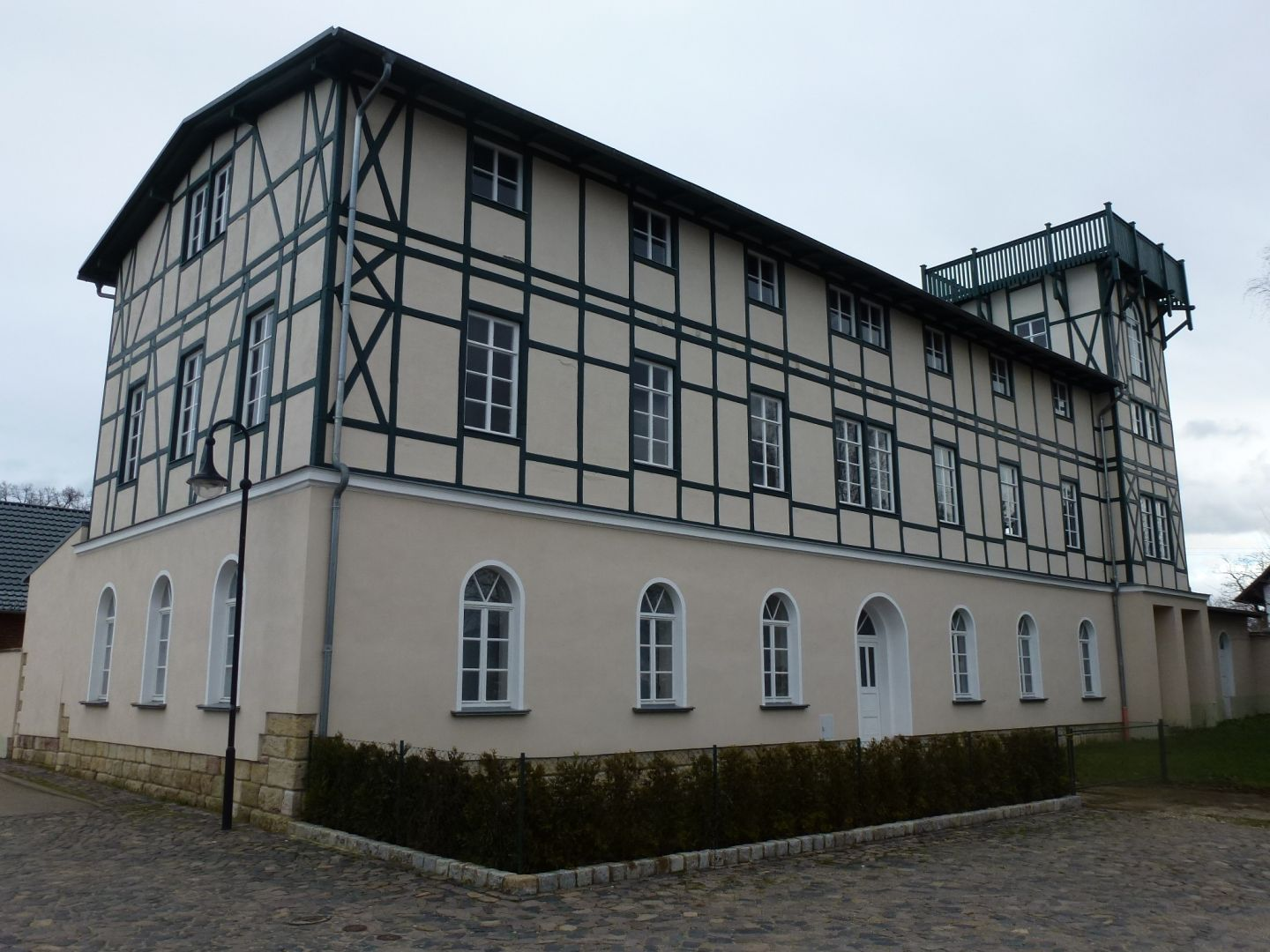
Ehemaliger Gasthof Bergschlößchen in Goseck
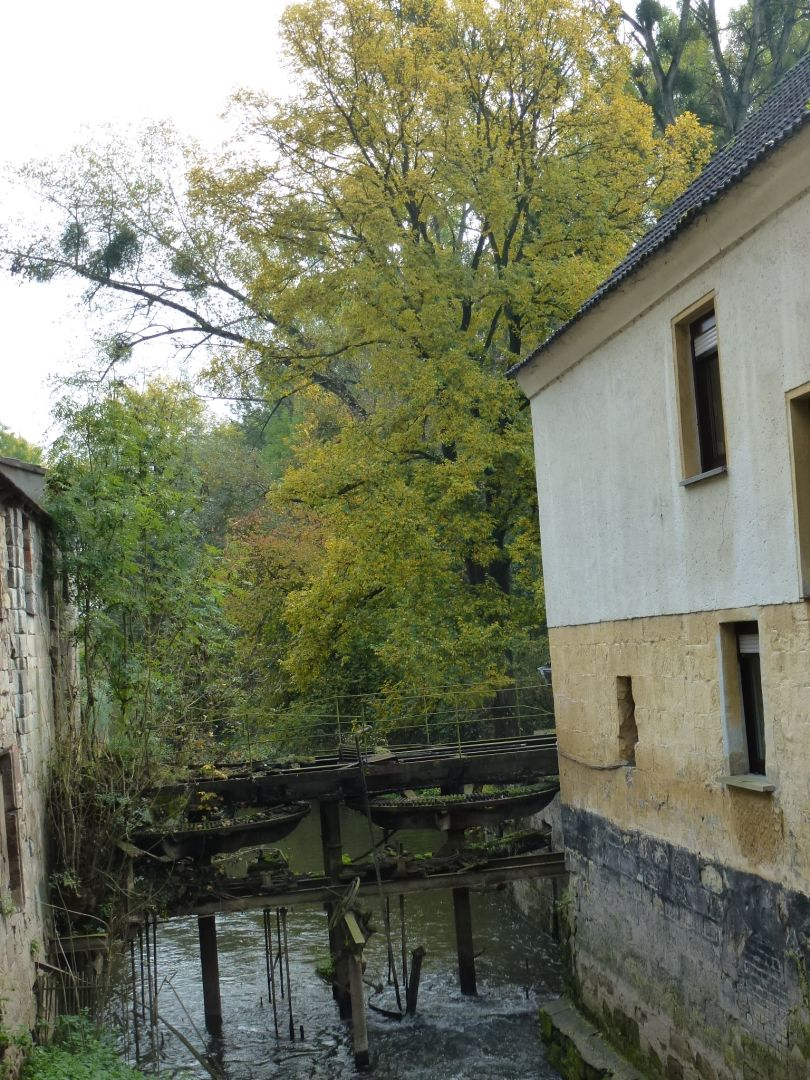
Wassermühle in Goseck
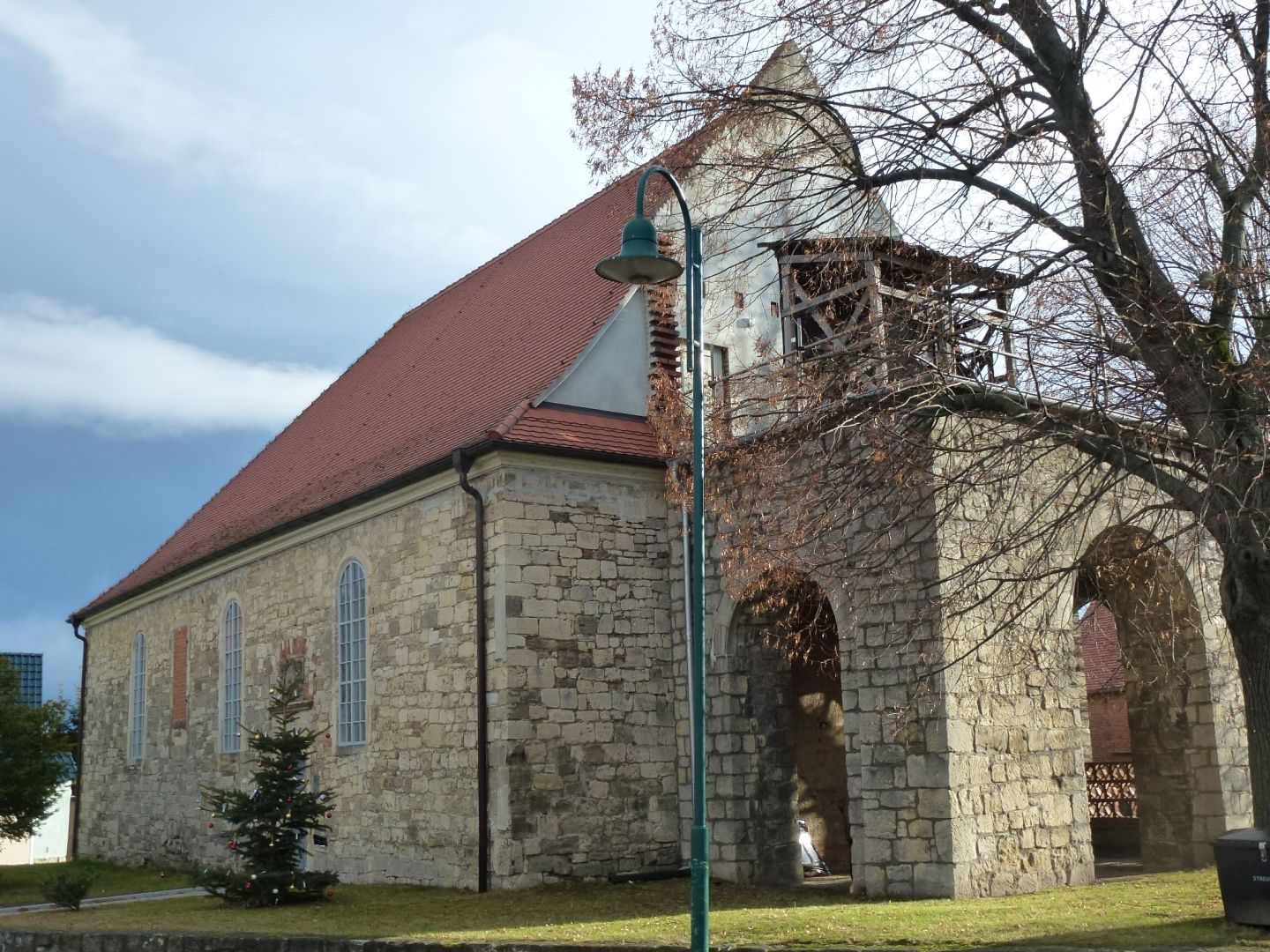
Kirche in Markröhlitz
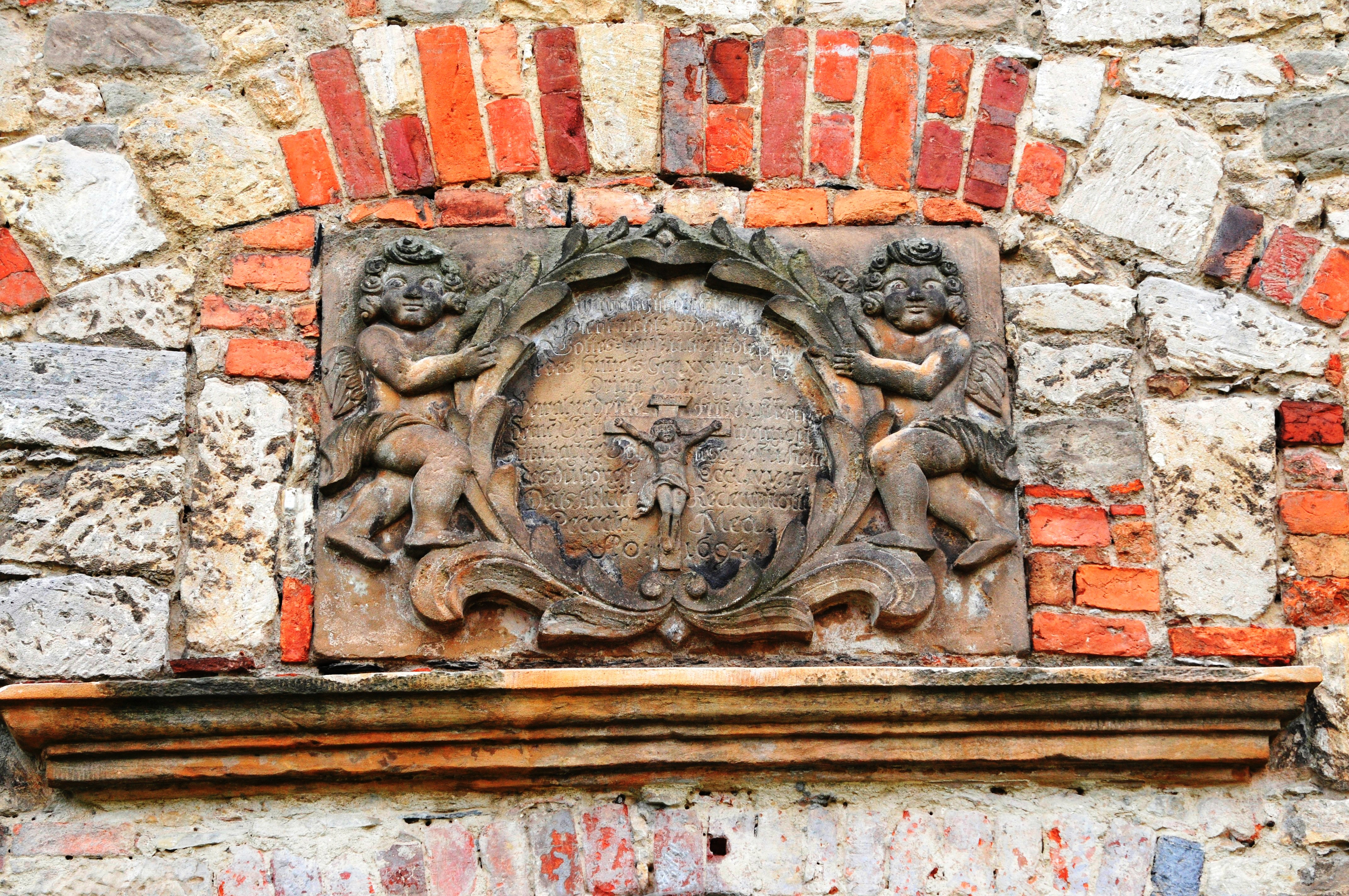
Steintafel über einem Türbogen der Markröhlitzer Kirche mit der Jahreszahl 1694

### Regelmäßige Veranstaltungen
In der Reihe Gosecker Schlosskonzerte treten internationale Künstler auf.

## Persönlichkeiten
- Friedrich II. von Goseck († 1088), Graf von Goseck und ab 1056 Pfalzgraf von Sachsen
- Friedrich von Goseck (1130/40–1100), Abt des Klosters Goseck und Abt des Klosters St. Georg vor Naumburg
- Karl August Gottlieb Sturm (1803–1886), Kantor und Chronist
- Richard Leißling (1878–1957), Lehrer, Biologe, Heimatforscher und Naturschutzbeauftragter
- Margitta Lüder-Preil (* 1939), Schauspielerin